# 中证1000指数
中证1000指数，上海证券交易所代码 000852，是由中证指数有限公司编制并发布的中证系列规模指数中的一种。中证1000指数于2014年10月17日首次发布，以2004年12月31日为基日，以 1000 点为基点，每半年调整一次样本股，具体为每年6月及12月的第二个星期五的下一交易日，反映中国A股市场小市值公司股票的整体价格走势。

## 选取标准
中证1000指数由中国A股市场中，除沪深300成份股及中证500指数成分股之外，流动性较好的1000只小盘股组成。
具体方法为：成份股选取范围和沪深300指数相同。在成份股选取范围内剔除中证 800 指数成分股及最近一年日均总市值排名前300名的股票；再将剩余股票按照最近一年日均成交金额由高到低排名，剔除排名后 20%的股票；最后将剩余股票按照最近一年日均总市值由高到低进行排名，选取排名在前1000名的股票组成中证1000指数成分股。

## 指数计算
中证 1000 行业指数系列计算公式为：
报告期指数=报告期样本股的调整市值/除数*1000

其中，调整市值＝ ∑(股价×调整股本数)。 调整股本数的计算方式以及除数修正方式参见中证系列指数计算与维护细则。

## 指数数据出错事件
2020年4月20日上午，中证1000、沪深300等指数出现异常。在指数异常情况出现后，上海证券交易所与中证指数有限公司联合查找异常原因，当日相关指数的异常便被修复，恢复正常显示。

### 脚注
1. ↑  中证指数有限公司. . （原始内容存档于2020-07-05）.
2. 1 2  中证指数有限公司.  (PDF). （原始内容存档 (PDF)于2020-07-05）.
3. ↑  中证指数有限公司.  (PDF). （原始内容存档 (PDF)于2018-09-21）.
4. ↑  新浪财经. . （原始内容存档于2020-04-26）.
5. ↑  上海证券交易所. . （原始内容存档于2020-07-05）.